# Lucero Álvarez
Lucero Gonzalo Álvarez Martínez (sinh ngày 24 tháng 2 năm 1985 ở Montevideo, Uruguay) là một cầu thủ bóng đá người Uruguay thi đấu ở vị trí thủ môn cho Lobos BUAP của Liga MX ở México.

## Đội bóng
- Nacional 2005
- Vélez Sársfield 2006
- Nacional 2006-2007
- Juventud Las Piedras 2008
- Villa Española 2008-2009
- Rampla Juniors 2009-2012
- Sud América 2012
- Deportivo Pasto 2013
- Alebrijes de Oaxaca 2014-2017
- Lobos BUAP 2017-